# Mr. Wonderful (Action Bronson)
Mr. Wonderful è il secondo album del rapper statunitense Action Bronson, pubblicato nel 2015 da Atlantic e Vice Records. È il più grande successo commerciale e critico del rapper.
Vende l'equivalente di 48 540 copie nella sua prima settimana, arrivando fino alla top ten nella Billboard 200 e ottenendo un punteggio pari a 77/100 su Metacritic.
| Recensione    | Giudizio |
| ------------- | -------- |
| AllMusic      | [ 1 ]    |
| Pitchfork     | [ 3 ]    |
| HipHopDX      | [ 3 ]    |
| Exclaim!      | [ 3 ]    |
| XXL           | [ 3 ]    |
| Billboard     | [ 3 ]    |
| PopMatters    | [ 3 ]    |
| Complex       | [ 3 ]    |
| Rolling Stone | [ 3 ]    |
| Spin          | [ 3 ]    |
| RapReviews    | [ 3 ]    |
| NOW           | [ 3 ]    |

## Tracce
1. Brand New Car – 2:21 – Mark Ronson
2. The Rising (featuring Big Body Bes) – 4:02 – Statik Selektah
3. Terry – 4:49 – The Alchemist
4. Actin Crazy – 3:59 – 40, Omen, Antoine "AudioBLK" Baldwin (co-prod.)
5. Falconry (featuring Meyhem Lauren & Big Body Bes) – 2:30 – The Alchemist
6. Thug Love Story 2017 The Musical (Interlude) (Ezra Dowery) – 2:19
7. City Boy Blues (featuring Chauncy Sherod) – 4:05 – 88-Keys, Party Supplies (co-prod.)
8. A Light in the Addict (featuring Party Supplies & Black Atlass) – 5:56 – Party Supplies
9. Baby Blue (featuring Chance the Rapper) – 4:40 – Mark Ronson
10. Only in America (featuring Party Supplies) – 4:14 – Oh No
11. Galactic Love – 2:27 – The Alchemist
12. The Passage (Live from Prague) – 3:37 – Party Supplies
13. Easy Rider – 4:19 – Party Supplies

## Classifiche settimanali
| Classifica (2015)         | Posizione massima |
| ------------------------- | ----------------- |
| Australia                 | 26                |
| Belgio (Fiandre)          | 118               |
| Belgio (Vallonia)         | 103               |
| Canada                    | 7                 |
| Francia                   | 92                |
| Nuova Zelanda             | 18                |
| Billboard 200             | 7                 |
| US Top Rap Albums         | 2                 |
| US Top R&B/Hip-Hop Albums | 3                 |
| Svizzera                  | 23                |